# Saikyō Jump
Saikyō Jump (最強ジャンプ, Saikyō Jump) est un magazine de prépublication de mangas bimestriel de type shōnen des éditions Shūeisha créé en décembre 2010. D'abord saisonnier, il devient mensuel en décembre 2011 avant de passe bimestriel en septembre 2014. Il est spécialisé dans les mangas humoristique arborant un graphisme SD.

## Liste des séries
| Titre | Auteur                                                 | Première publication |
| --- | ------------------------------------------------------ | -------------------- |
| My Hero Academia: Team Up Mission (僕のヒーローアカデミアスピンオフ チームアップミッション)              | Kōhei Horikoshi (scénario), Yoko Akiyama (dessin)      | août 2019            |
| Dragon Ball GT Anime Comic (ドラゴンボールGT アニメコミック)                                             | Toei Animation (dessin), 鳥山明 (scénario)             | décembre 2013        |
| Dragon Quest: Dai no Daibouken Xross Blade (ドラゴンクエスト ダイの大冒険 クロスブレイド)                | Riku Sanjo (scénario), Yoshikazu Amami (dessin)        | octobre 2020         |
| Kimetsu Gakuen! (キメツ学園!)                                                                            | Koyoharu Gotōge (scénario), Natsuki Hokami (dessin)    | août 2021            |
| One Piece Gakuen (ONE PIECE学園)                                                                         | Eiichirō Oda (scénario), Sōhei Kōji (dessin)           | août 2019            |
| Oshiri Dandi za Yangu (おしりダンディ ザ・ヤング)                                                        | Robinson Haruhara (scénario), Akihiro Kikuchi (dessin) | avril 2020           |
| Super Dragon Ball Heroes: Big Bang Mission!!! (スーパードラゴンボールヒーローズ ビッグバンミッション!!!) | Yoshitaka Nagayama                                     | avril 2020           |
| Super Dragon Ball Heroes: Universe Mission (破壊神マグちゃん)                                            | Yoshitaka Nagayama                                     | août 2021            |
| Yu-Gi-Oh! Rush Duel LP (遊☆戯☆王ラッシュデュエルLP)                                                      | Akihiro Tomonaga                                       | août 2021            |
| Yu-Gi-Oh! SEVENS Luke! Bakuretsu Hadō Den!! (遊☆戯☆王SEVENS ボクの発明学園)                              | Masahiro Hikokubo (scénario), Tasuku Sugie (dessin)    | août 2020            |
| (筋魂！ムキムキくん)                                                                                     | Shimon Sekii                                           | juin 2020            |

### Séries populaires
Les principales séries du magazine sont des séries dérivées issus de mangas prépubliés dans le Weekly Shōnen Jump :
- Rock Lee : Les Péripéties d'un ninja en herbe de Kenji Taira (série dérivée de Naruto)
- Chopperman de Hirofumi Takei (série dérivée de One Piece)
- Vongola Gp Kuru! de Toshinori Takayama (série dérivée de Reborn!)
- Gourmet Gakuen Toriko de Akitsugu Mizumoto (série dérivée de Toriko)
- Dragon Ball SD de Ōishi Naho (série dérivée de Dragon Ball)

Le manga publie également des séries qui étaient dans le V Jump:
- Digimon Xros Wars de Yūki Nakashima (série dérivée de Digimon)
- Slime Morimori de Osamu Kaneko (série dérivée de Dragon Quest)
- Monster Hunter Manga Poka Poka Airū Mura de Akihiro Kikuchi (série dérivée de Monster Hunter)
- Battle Spirits Brave X de Satoshi Kinoshita (série dérivée de Battle Spirits Brave)

Enfin, il y a également quelques séries inédites :
- Yôkai Gakkyû Rock Rock Be! de Naoaki Itō
- God Cooking Gourmet Ryôri-Kyô! de Kazufumi Yûki
- Golem a Go! Go! de Katsuya Kazama
- Kyôryû Taisen Dinobout de Teruaki Mizuno
- Ojarumaru de Rin Inumaru